# Chaos de Nîmes-le-Vieux

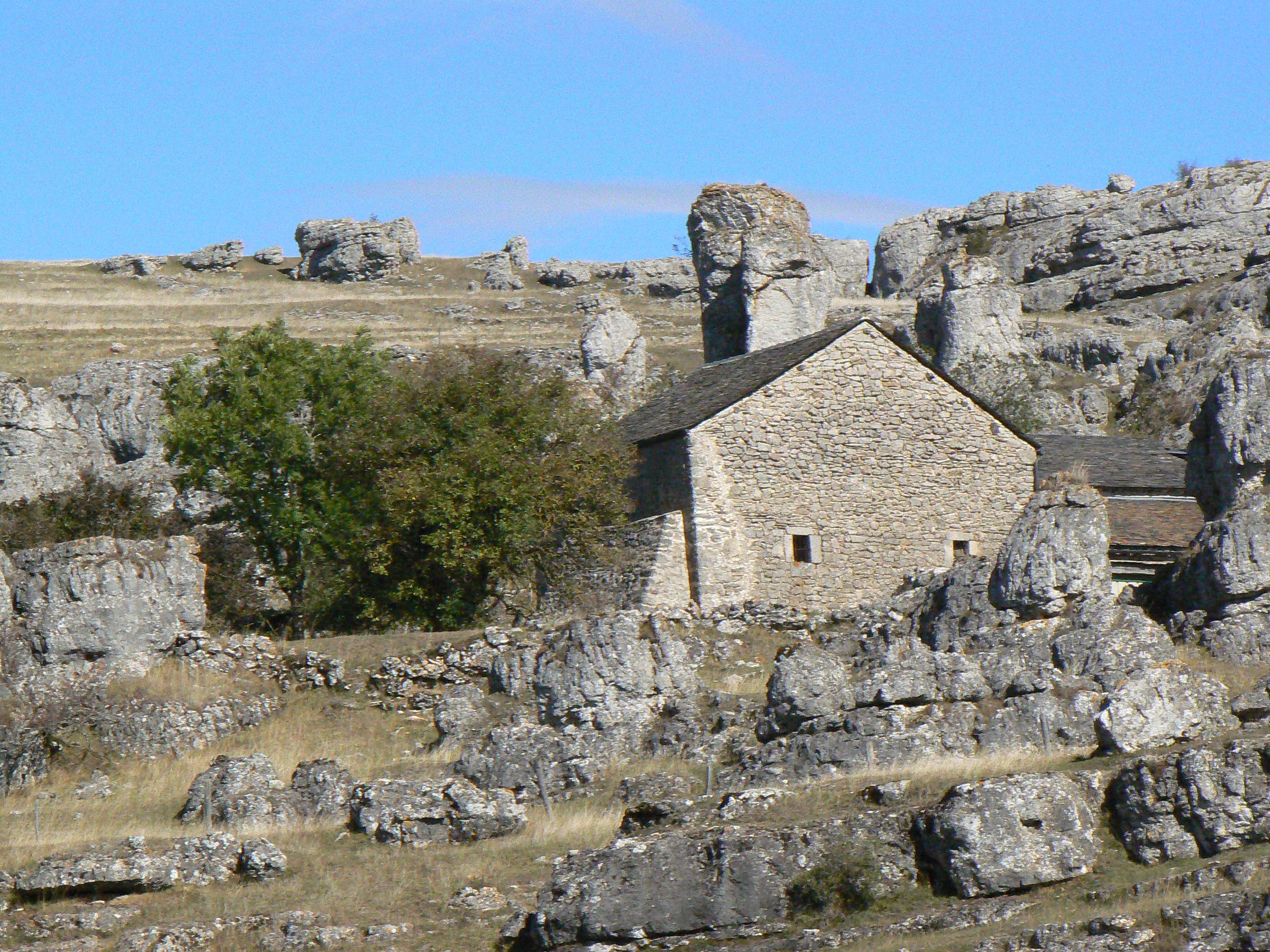
Dům uprostřed skalního města

Skalní město Chaos de Nîmes-le-Vieux se nalézá na vápencové náhorní plošině Causse Méjean v departementu Lozère. Je tvořeno bizarním skalním městečkem z četných samostatných skal s malými jeskyněmi na bezlesé vápencové náhorní plošině.
Oblast se nachází severně od průsmyku Col de Perjuret mezi městy Florac a Meyrueis v Národním parku Cévennes. Samotné skalní město Nîmes-le-Vieux zaujímá oblast o délce cca 4,5 km ve směru jihozápad-severovýchod a  šířce cca 1 km v nadmořské výšce okolo 1100 m. 
Skalní město Nimes-le-Vieux bylo pojmenováno v roce 1908 Paulem Arnalem, pastorem z blízké vesnice Vébron analogicky k mnohem známějšímu skalnímu městu Chaos de Montpellier-le-Vieux. Na území skalního města se nalézají samoty L'Hom, Galy, Villeneuve a Veygalier. Obyvatelé těchto samot se po staletí zabývají chovem ovcí a toto pastevectví vytvořilo charakteristický ráz zdejší krajiny.

## Flóra a fauna
Malé louky spolu se skalními oblastmi nabízejí útočiště pro řadu druhů hmyzu a ptáků. Typickou rostlinou pro zdejší vápencové skály je mochna Potentilla caulescens a endemit národního parku Cévennes - lomikámen Saxifraga cebennensis.

## Přístup
Přístup do skalního města je nejvhodnější po silničce odbočující v průsmyku Col de Perjuret k parkovištím u samot Galy nebo le Veygalier. Nejzajímavějšími místy skalního města prochází okružní naučná stezka v délce cca 6 km. 

## Galerie skalních tvarů

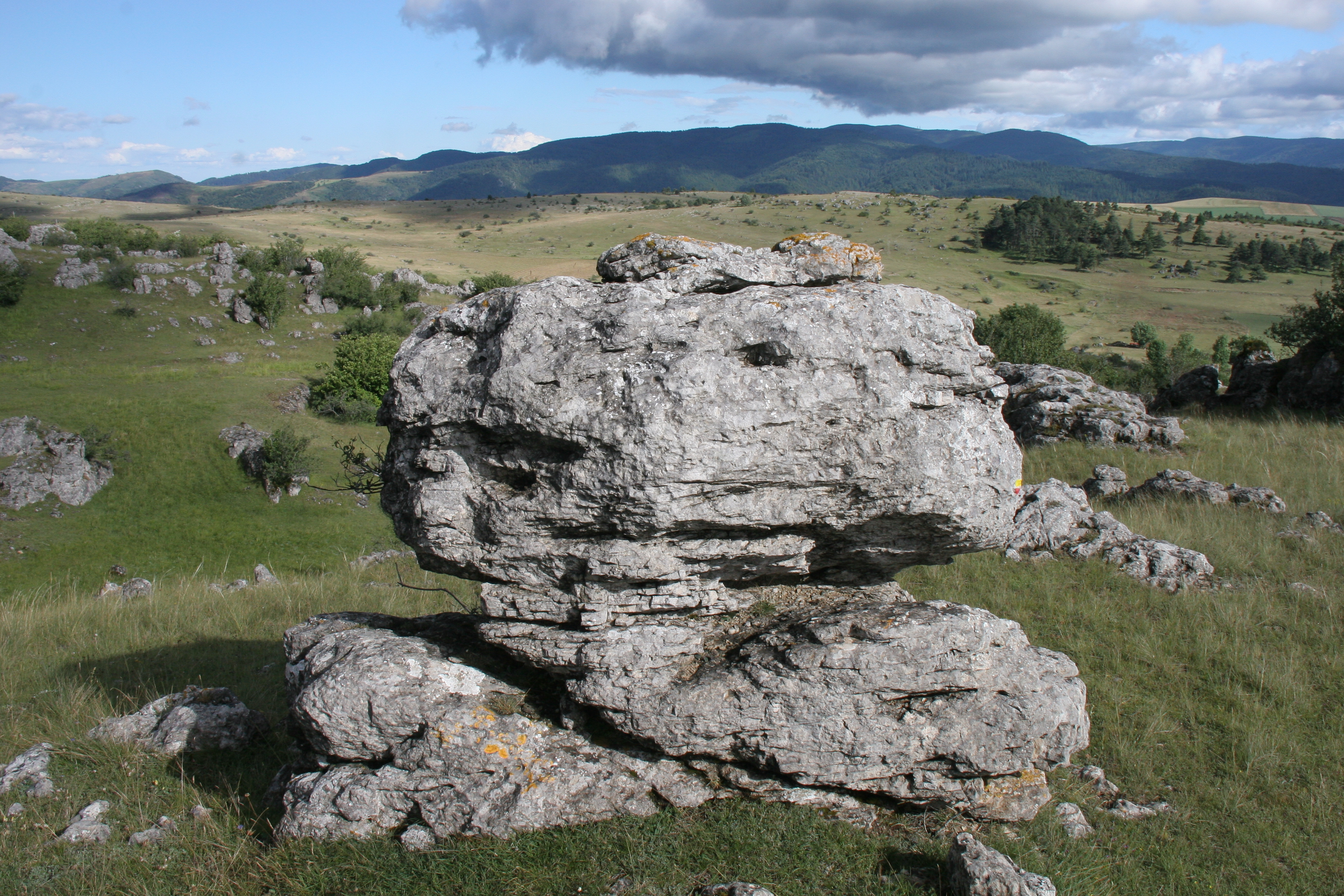
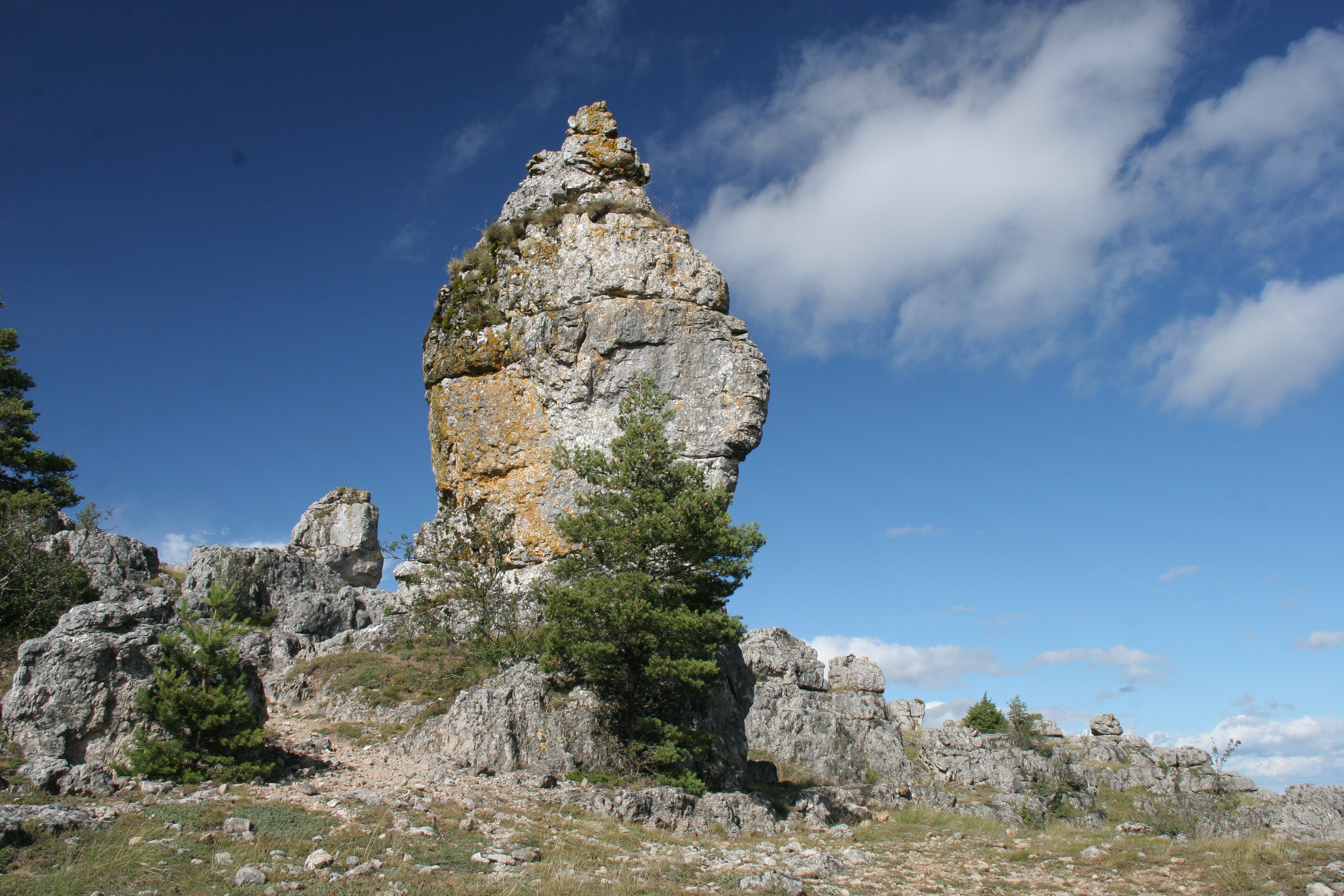
Chaos de Nîmes le Vieux
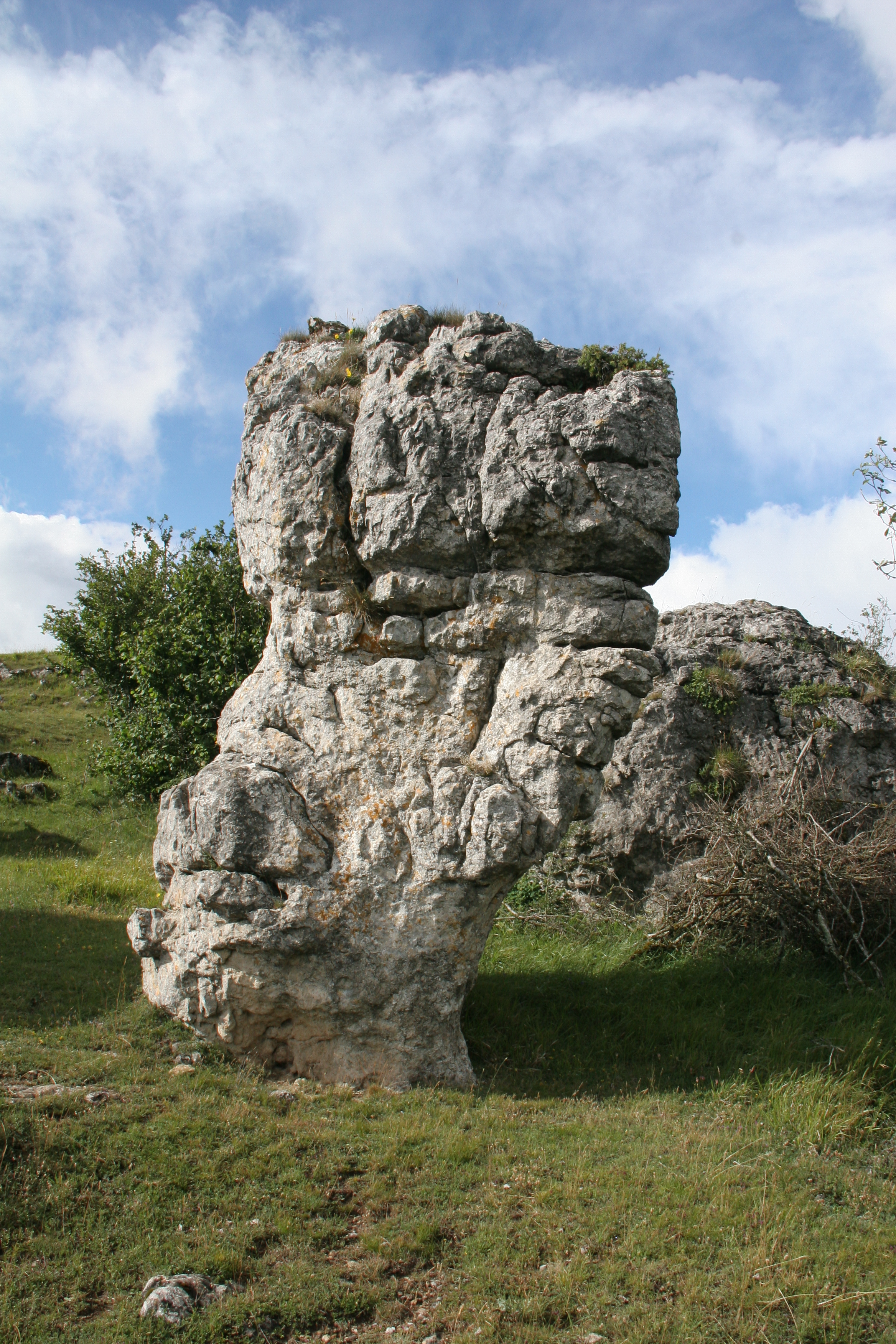
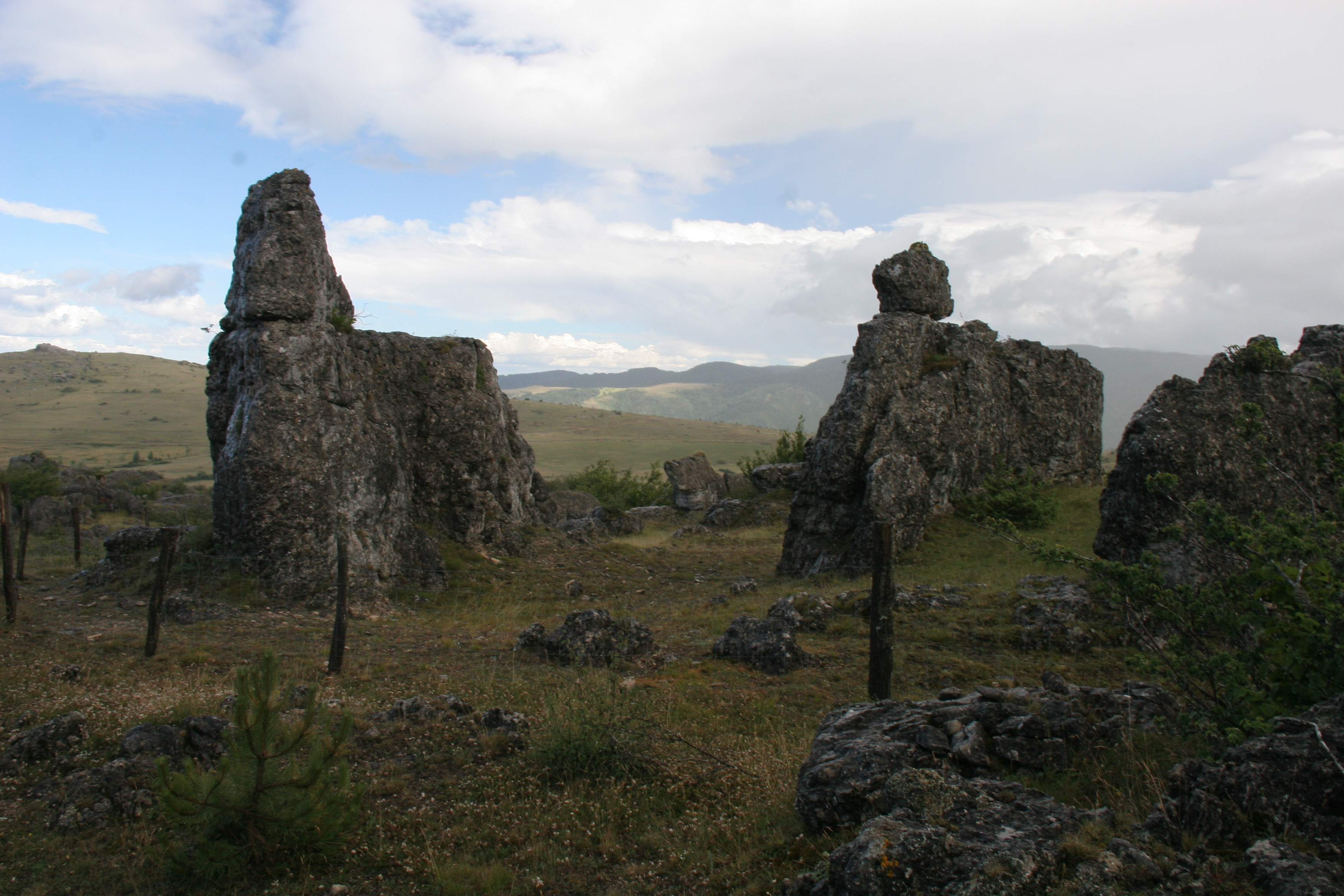
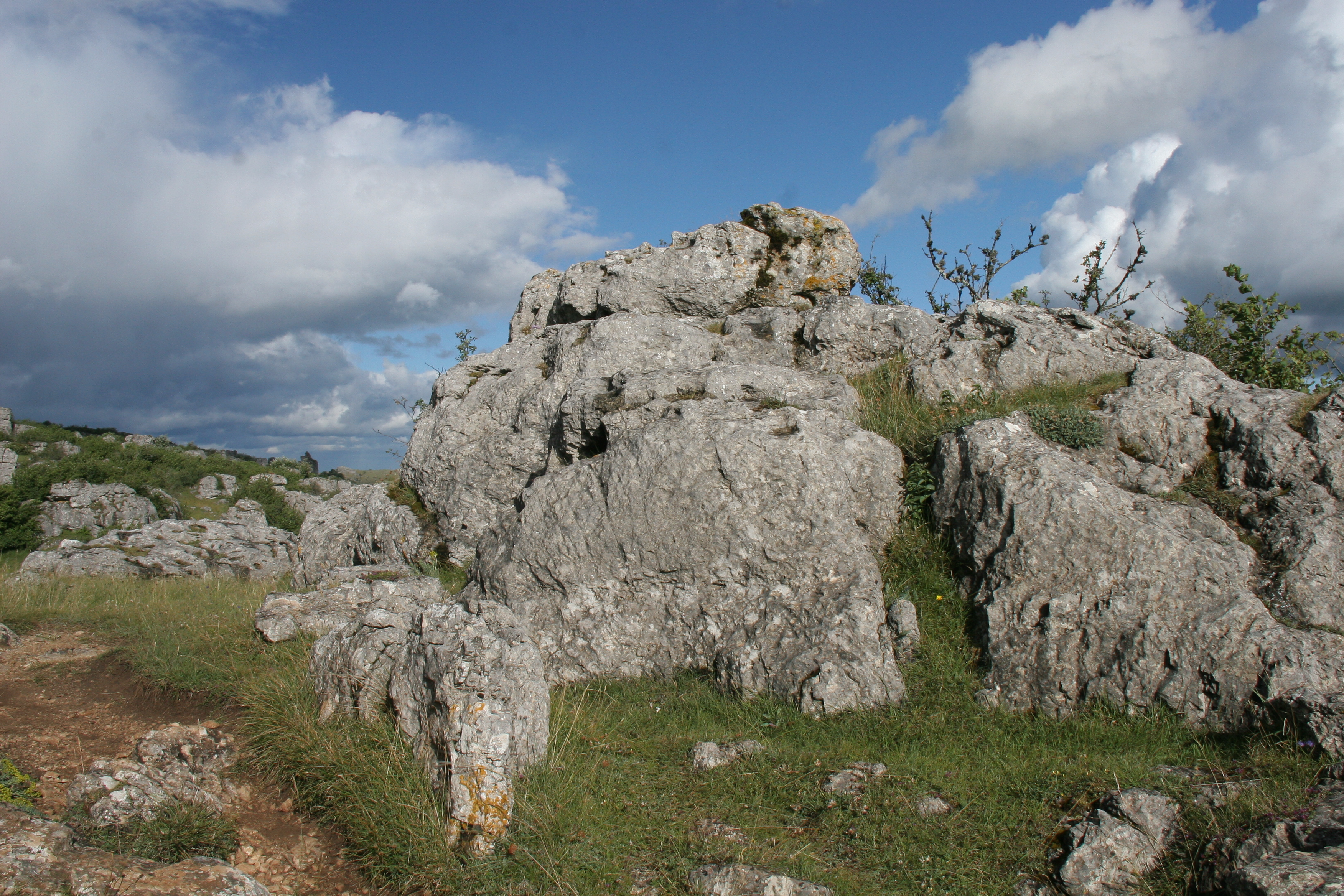